# Municipio de Salem (Iowa)
El municipio de Salem (en inglés: Salem Township) es un municipio ubicado en el condado de Henry en el estado estadounidense de Iowa. En el año 2010 tenía una población de 926 habitantes y una densidad poblacional de 9,79 personas por km².

## Geografía
El municipio de Salem se encuentra ubicado en las coordenadas 40°51′40″N 91°39′7″O / 40.86111, -91.65194. Según la Oficina del Censo de los Estados Unidos, el municipio tiene una superficie total de 94.63 km², de la cual 94,55 km² corresponden a tierra firme y (0,08 %) 0,08 km² es agua.

## Demografía
Según el censo de 2010, había 926 personas residiendo en el municipio de Salem. La densidad de población era de 9,79 hab./km². De los 926 habitantes, el municipio de Salem estaba compuesto por el 97,62 % blancos, el 0,54 % eran afroamericanos, el 0,32 % eran amerindios, el 0,43 % eran asiáticos y el 1,08 % eran de una mezcla de razas. Del total de la población el 1,84 % eran hispanos o latinos de cualquier raza.